# Rogerij Borsa
Rogerij Borsa je bil normanski vojvoda Apulije in od leta 1085 do svoje smrti  uspešen vladar južne Italije, * 1060/1061, Kampanija, †  22. februar 1111, Salerno.

## Življenje
Rogerij je bil sin Roberta Guiscarda in langobardske plemkinje Sikelgajte. Njegova ambiciozna mati je poskrbela, da je očeta nasledil on in ne njegov polbrat Bohemond Tarantski. Njegov vzdevek Borsa, ki pomeni "torba", izhaja iz "njegove zgodnje in zakoreninjene navade preštevanja svojega denarja".
Ko je Robert Guiscard v Traniju zbolel, je Sikelgajta leta 1073 razglasije Rogerija za njegovega dediča. Rogerijev bratranec Abelard je bil edini baron, ki se s tem  ni strinjal in trdil, da je on zakoniti dedič grofije. 
Rogerij  je leta 1084  spremljal očeta na pohodu v Grčijo, kjer je oče 17. julija 1085 na Kefaloniji umrl. Po njegovi smrti naj bi Bohemond podedoval očetove grške posesti, Rogerij pa italijanske, vendar je bil  Bohemond takrat v Italiji, Rogerij pa v Grčiji.
Rogerij se je hitro vrnil na Kafalonijo in nato z materjo v Italijo, kjer je bil s pomočjo strica Rogerija I. Sicilskega sptembra priznan za vojvodo Apulije. Polbrat Bohemond je pobegnil v Kapuo in se s pomočo Jordana I. Kapuanskega uprl in osvojil Orio, Otranto in Taranto. Brata sta marca 1086 sklenila mir in učinkovito vladala kot sovladarja. Pozno poleti 1087 je Bohemond s pomočjo Rogerijevih vazalov začel novo vojno. V Fragnetu je porazil brata in ponovno zasedel Taranto. Rogerij Borsa kljub temu, da je slovel kot dober vojščak, brata ni mogel privesti pod svojo oblast. Vojna se je končala s posredovanjem papeža Urbana II.  Leta 1089 je papež Urban II.  Rogerija Borso uradno razglasil za grofa Apulije.
Rogerij je dovolil kovanje denarja vsaj dvema baronoma: Fulcu iz Basacersa in podvojvodi Mansu. Načrtoval je urbanizacijo Mezzogiorna s podeljevanjem listin različnim mestom spodbujal načrtovanje drugih. Leta 1090 sta on in Urban II. spodbudila Bruna iz Kölna, ustanovitelja kartuzijanskega reda, da je sprejel izvolitev za nadškofa v Reggiu di Calabria.
Maja 1098 sta Borsa in njegov stric Rogerij I. Sicilski na zahtevo bratranca Riharda II. Kapuanskega začela oblegati Kapuo. Rihard II. se je v zameno za pomoč poklonil Borsi, vendar se Rihardovi nasledniki za to niso zmenili. Kapua je po štiridesetih dneh obleganja padla. 
Oktobra 1104 je Rogerij oblegal Viljema, grofa Monte Sant'Angela, ki je bil takrat zaveznik Bizantincev, ter ga izgnal iz Gargana in ukinil njegovo grofijo. 
Rogerij  Borsa je umrl 22. februarja 1111 in bil pokopan v stolnici v Salernu.

## Zakonska zveza in otroci
Rogerij Borsa se je leta 1092 poročil z Adelo, hčerko Roberta I. Flandrijskega in vdovo Knuta IV. Danskega. Zakonca sta imela tri sinove:
- Ludvika, ki je umrl v mladosti leta 1094,[7]
- Viljema II. Apulijskega[7] in
- Guiscarda, ki je umrl v mladosti avgusta 1108. [7]

Rogerij je imel najmanj enega nezakonskega sina
- Viljema Gesualdskega.